# Aérodrome de Diffa
L'aéroport Mamadou Tandja se situe à six kilomètres au nord de la ville de Diffa au Niger. Après de grands travaux de rénovation, il obtient le statut d'aéroport. En janvier 2021, le gouvernement nigérien décide de le baptiser en l'honneur de l’ancien Président du Niger  Mamadou Tandja.

## Situation
| \| 100 km1:21 840 000 \|Arlit Diffa Niamey Dirkou Dogondoutchi Gaya Gouré Iférouane La Tapoa Maïné-Soroa Agadez Maradi Tahoua Tanout Tessaoua Tillabéri Zinder BA 101 BA 201 Madama |
| 100 km1:21 840 000 |

## Statistiques
Pour des raisons techniques, il est temporairement impossible d'afficher le graphique qui aurait dû être présenté ici.

Voir la requête brute et les sources sur Wikidata.